# Drzewo sufiksowe
Drzewo sufiksowe – struktura danych reprezentująca zbiór sufiksów danego ciągu znaków w sposób umożliwiający efektywne wykonywanie wielu istotnych operacji na łańcuchach znaków.

Drzewo sufiksowe dla słowa BANANA zakończonego znakiem $. Liniami przerywanymi zaznaczono łącza sufiksowe.

## Definicja
Drzewo sufiksowe dla słowa S nad alfabetem {\displaystyle \Sigma } jest skompresowanym drzewem trie dla zbioru wszystkich niepustych sufiksów S. Stąd wynikają następujące własności:
- istnieje jednoznaczna odpowiedniość między liśćmi drzewa a sufiksami S,
- krawędzie drzewa są etykietowane niepustymi łańcuchami znaków,
- wszystkie węzły wewnętrzne mają co najmniej dwóch synów.

Aby zapewnić spełnienie powyższych własności, na końcu słowa S umieszcza się znak spoza alfabetu, co gwarantuje, że żaden sufiks nie jest prefiksem innego sufiksu, a drzewo będzie posiadać dokładnie {\displaystyle n} liści, po jednym dla każdego niepustego sufiksu słowa S. Ponieważ dodatkowo każdy węzeł wewnętrzny który nie jest korzeniem ma dwóch synów, takich węzłów może być co najwyżej {\displaystyle (n-1),} więc całe drzewo jest liniowego rozmiaru (zawiera {\displaystyle n+(n-1)+1} wszystkich węzłów).
W drzewie mogą być przechowywane łącza sufiksowe (zaznaczone na rysunku liniami przerywanymi), które są podstawą do jednego ze sposobów konstrukcji drzewa sufiksowego w czasie liniowym względem długości słowa S. W każdym węźle wewnętrznym drzewa niebędącym korzeniem, do którego ścieżka prowadzi przez krawędzie, których etykiety składają się na słowo {\displaystyle \chi \alpha } (gdzie {\displaystyle \chi \in \Sigma ,\alpha \in \Sigma ^{\ast }}), przechowywane jest łącze do węzła reprezentującego podsłowo {\displaystyle \alpha .}

## Historia
Koncepcję drzew sufiksowych (nazwanych wtedy drzewami pozycyjnymi) wprowadził Weiner w 1973 roku. Konstrukcja została uproszczona przez McCreighta (1976). Ukkonen (1995) podał pierwszy liniowy algorytm konstrukcji drzewa sufiksowego online, znany jako Algorytm Ukkonena.

## Uogólnione drzewo sufiksowe

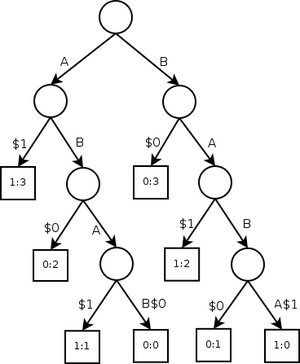
Uogólnione drzewo sufiksowe dla słów ABAB (zakończony ciągiem $0) i BABA (zakończony ciągiem $1)

Uogólnione drzewo sufiksowe to drzewo sufiksowe zbudowane dla zbioru słów zamiast dla jednego słowa, reprezentujące wszystkie sufiksy słów z tego zbioru. W tym przypadku konieczne jest zakończenie każdego ze słów unikalnym znakiem lub słowem.

## Zastosowania
Drzewa sufiksowe znajdują zastosowanie między innymi w bioinformatyce, gdzie służą do analizy łańcuchów DNA i sekwencji aminokwasów w białkach, oraz w kompresji danych (modyfikacje kompresji LZW).

### Funkcjonalności
Drzewo sufiksowe dla słowa długości {\displaystyle n} i uogólnione drzewo sufiksowe dla słów o łącznej długości {\displaystyle n} można zbudować w czasie {\displaystyle {\mathcal {O}}(n).} Po zbudowaniu może służyć między innymi do efektywnego wykonania następujących operacji:
- znajdowanie dowolnego wystąpienia wzorca P długości {\displaystyle m} jako podsłowa słowa S w czasie {\displaystyle {\mathcal {O}}(m),}
- znajdowanie wszystkich {\displaystyle z} wystąpień wzorca P długości {\displaystyle m} w słowie S w czasie {\displaystyle {\mathcal {O}}(m+z),}
- znajdowanie najdłuższego wspólnego podsłowa (spójnego podciągu) dwóch napisów długości {\displaystyle n_{1}} i {\displaystyle n_{2}} w czasie {\displaystyle {\mathcal {O}}(n_{1}+n_{2}),}
- znajdowanie najdłuższego podsłowa słowa S które powtarza się w tym słowie w czasie {\displaystyle {\mathcal {O}}(n).}

## Szczegóły implementacji
Drzewo sufiksowe można przechowywać w pamięci rozmiaru liniowego względem długości słowa S, utrzymując jako etykiety krawędzi drzewa pozycje początkowego i końcowego znaku etykiety zamiast wszystkich jej znaków.